# Pokušaj državnog udara u Gambiji 2022.
Pokušaj državnog udara u Gambiji 2022. bio je pokušaj vojnog državnog udara koji se dogodio u Gambiji 20. prosinca 2022. Navodno su neki vojnici pokušali svrgnuti vladu predsjednika Adame Barrowa. Četvorica vojnika uhićena su zbog sumnje da su bili upleteni u pokušaj državnog udara, pokušalo se uhvatiti još tri navodna urotnika. Gambijska vojska isprva je demantirala da se takav pokušaj državnog udara dogodio. Vođa državnog udara kasnije je imenovan kao skupnik Sanna Fadera. Pokušaj su osudili Ekonomska zajednica zapadnoafričkih država (ECOWAS) i glavna oporbena stranka UDP.
Čelnik UDP-a Momodou Sabally, koji je bio ministar predsjedničkih poslova pod Yahyom Jammehom, sugerirao je u videu objavljenom prije državnog udara da će Barrow biti svrgnut prije gambijskih lokalnih izbora 2023. godine. Uhićen je nakon što je vlada osujetila zavjeru, ali je kasnije bezuvjetno pušten. Dana 3. siječnja 2023. vlada je optužila dva civila i podinspektora policijskih snaga Gambije za sudjelovanje u zavjeri. Osam vojnika kasnije je optuženo 6. siječnja.